# Фаніславиці
Фаніславиці (пол. Fanisławice) — село в Польщі, у гміні Лопушно Келецького повіту Свентокшиського воєводства.
Населення — 365 осіб (2011).
У 1975-1998 роках село належало до Келецького воєводства.

## Демографія
Демографічна структура на день 31 березня 2011 року:
|          | Загалом | Допрацездатний вік | Працездатний вік | Постпрацездатний вік |
| -------- | ------- | ------------------ | ---------------- | -------------------- |
| Чоловіки | 191     | 30                 | 134              | 27                   |
| Жінки    | 174     | 33                 | 97               | 44                   |
| Разом    | 365     | 63                 | 231              | 71                   |